# Pierre-Louis Mazurié de Pennanech
Pierre-Louis Mazurié de Pennanech (9 avril 1732, Landerneau - 27 mars 1811, Morlaix), est un homme politique français.

## Biographie
Pierre-Louis Mazurié de Pennanech est le fils de  Jean Baptiste Le Masurier, sieur de Penannec'h, négociant à Landerneau, officier de la Grande Vénerie du roi, et de Marie-Louise Bordier. Marié à Mlle Dagorne du Bot, il est le grand-père de Mme Yves Gilart de Keranflech.
Négociant-armateur à Morlaix, il devint maire de Morlaix en 1782 et premier juge-consul en 1788, 
Député de Morlaix aux États de Bretagne en février 1789, Mazurié de Pennanec'h fut élu, le 14 avril 1789, député du tiers-état des sénéchaussées de Lannion et de Morlaix aux États généraux de 1789.
Mazurié de Penannech prêta le serment du Jeu de paume, siégea silencieusement dans la majorité, et fut en congé depuis le 6 mai 1790.
Il fait construire le château de Porzantrez (Porz-an-Trez), à Saint-Martin-des-Champs, en 1777.

## Sources
- « Pierre-Louis Mazurié de Pennanech », dans Adolphe Robert et Gaston Cougny, Dictionnaire des parlementaires français, Edgar Bourloton, 1889-1891 [détail de l’édition]
- Jean Savina, Mazurié de Penannec'h, ex-constituant, défenseur des suspects à Morlaix en septembre-octobre 1792, in Bulletin de la Société archéologique du Finistère, Vol. 59, 1932